# Dad Rudd, M.P.
Pour plus de détails, voir Fiche technique et Distribution.
Dad Rudd, M.P. est un film australien réalisé par Ken G. Hall, sorti en 1940.

## Synopsis
Papa Rudd souhaite agrandir un barrage au profit des agriculteurs locaux, mais se heurte à l'opposition d'un riche éleveur, Henry Webster. À la mort du député local, Webster se présente à son siège, et Rudd décide de s'y opposer.
Webster et son équipe usent de stratagèmes pour vaincre Rudd, qui fait alors appel à son vieil ami de la ville, Entwistle. Les choses se compliquent lorsque la fille de Rudd, Ann, tombe amoureuse de Jim, le fils de Webster.
Le jour du scrutin, une violente tempête provoque l'effondrement du barrage. Une importante inondation bloque les ouvriers du mauvais côté du barrage et les Rudd et Jim Webster s'associent pour sauver la situation. Papa Rudd est élu au Parlement, où il prononce un discours enflammé.

## Fiche technique
- Réalisation : Ken G. Hall
- Scénario : Bert Bailey, Frank Harvey, William Freshman d'après les personnages créés par Steele Rudd
- Photographie : George Heath
- Montage : William Shepherd
- Production : Cinesound Productions
- Distributeur : British Empire Films
- Genre : Comédie, drame[1]
- Durée : 83 minutes
- Date de sortie : 
  - Première mondiale : 5 juin 1940
  - Sydney : 14 juin 1940

## Distribution
- Bert Bailey (en) : Dad Rudd
- Fred MacDonald (en) : Dave Rudd
- Grant Taylor : Jim Webster
- Frank Harvey (en) : Henry Webster
- Connie Martyn (en) : Mum
- Yvonne East : Ann Rudd
- Ossie Wenban : Joe
- Valerie Scanlan : Sally
- Alec Kellaway : Entwistle
- Jean Robertson : Mrs Webster
- Barbara Weeks : Sybil Vane
- Ronald Whelan : Lewis
- Letty Craydon : Mrs McGrury
- Marshall Crosby : Ryan
- Joe Valli : MacTavish
- Field Fisher : Jenkins
- Billy Stewart : Bloggs
- Natalie Raine : Susie
- Lorna Westbrook : Minnie
- Leo Gordon : Fordham
- Chips Rafferty : fireman
- Raymond Longford : electoral officer
- John Sherman : interjector